# تاريخ سلاح المدرعات الإسرائيلي

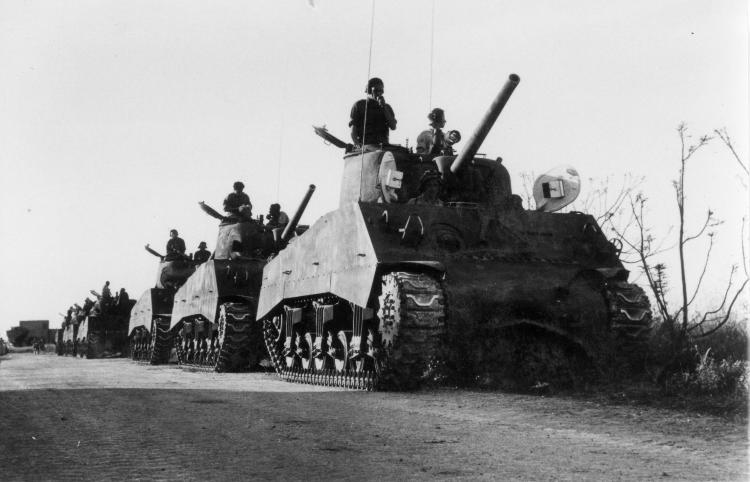
دبابات اللواء المدرع الثامن الإسرائيلي، 1948

تاريخ سلاح المدرعات الإسرائيلي بدأ مع تطور الدبابات في الجيش الإسرائيلي، بدءًا من استخدامها الأول بعد الحرب العالمية الثانية خلال إعلان استقلال إسرائيل بعد انتهاء الانتداب البريطاني، وحتى الحرب الباردة وما يُعتبر اليوم العصر الحديث. قبل استقلال إسرائيل عام 1948، لم تكن لدى إسرائيل ولا الدول العربية المحيطة بها العديد من الدبابات. اضطر الجانبان إلى الحصول على أسلحتهم من خلال تجار السلاح أو أي دولة توافق على تزويدهم.
كانت أولى الدبابات والمركبات المدرعة في إسرائيل، كما هو الحال في العديد من الدول الأخرى، مستوردة أو مستندة إلى تصميمات أخرى، لكنها طورت لاحقًا معداتها الخاصة. ومع ذلك، في إسرائيل، بدأت خطط استيرادها قبل تأسيس الدولة، وتم تجهيز سيارات وشاحنات مدرعة بدائية في الخفاء. كان البلماح قوة قتالية نخبوية تابعة لـ الهاغاناه، الجيش السري لـ الييشوف (المجتمع اليهودي) وقد تأسس في 15 مايو 1941. بحلول اندلاع حرب الاستقلال الإسرائيلية عام 1948، كان يتألف من أكثر من 2000 رجل وامرأة في ثلاث ألوية قتالية.
بعد تصويت الجمعية العامة للأمم المتحدة لصالح خطة تقسيم فلسطين في 29 نوفمبر 1947، بدأت القوات اليهودية في بناء واقتناء السيارات المدرعة وشاحنات الإمداد، كما تم شراء وإدخال الدبابات وعدد كبير من ناقلات الجنود المدرعة استعدادًا لإنهاء الانتداب البريطاني على فلسطين وإعلان قيام إسرائيل في 14 مايو 1948. خلال هذه الفترة، اشتبكت المجتمعات اليهودية والعربية تحت الانتداب البريطاني باستخدام الأسلحة الخفيفة فقط، بينما تدخل البريطانيون فقط في بعض الأحيان خلال انسحابهم. منذ يناير، أصبحت العمليات أكثر عسكرية، حيث تسللت وحدات من جيش الإنقاذ العربي إلى فلسطين، ونشطت في قطاعات مختلفة حول المدن الساحلية، وترسخت في الجليل والسامرة. أما جيش الجهاد المقدس، تحت قيادة عبد القادر الحسيني، فقد أتى من مصر مع بضع مئات من الرجال. وحاولت سلطات الييشوف تزويد المدينة عبر قوافل تصل إلى 100 مركبة مدرعة، لكن هذه العمليات أصبحت غير عملية بسبب تزايد عدد الضحايا بين أفراد القوافل. بحلول مارس، نجحت تكتيكات الحسيني في فرض الحصار الكامل تقريبًا، مما أدى إلى تدمير معظم مركبات الهاغاناه المدرعة ومقتل مئات الأفراد الذين حاولوا إدخال الإمدادات إلى المدينة. وكان الوضع أكثر خطورة بالنسبة للمستوطنات اليهودية في النقب والجليل.
بدأت الجامعة العربية في الاعتقاد بأن الفلسطينيين العرب، مدعومين بجيش الإنقاذ، يمكنهم إيقاف مشروع التقسيم. في 7 فبراير 1948، قرر البريطانيون دعم مملكة الاردن في ضمها الجزء العربي من فلسطين تحت كيان عربي واحد. أمر دافيد بن غوريون يغال يادين بوضع خطة استعدادًا لتدخل الدول العربية المتوقع. كانت النتيجة هي خطة دالت، التي بدأت في التنفيذ منذ بداية أبريل. اعتمدت خطة دالت على الانتقال إلى الهجوم بهدف السيطرة على أراضي الدولة اليهودية والدفاع عن حدودها وسكانها، بما في ذلك اليهود خارج حدود الدولة المقررة وفقًا للأمم المتحدة. مع إعلان استقلال إسرائيل وتشكيل الجيش الإسرائيلي، تم حل ألوية البلماح الثلاثة، وأصبح أعضاؤها نواة القيادة العليا للجيش الإسرائيلي. كانت الدبابات والمركبات المدرعة القليلة التي امتلكتها هذه الألوية هي النواة الأولى لسلاح المدرعات الإسرائيلي، الذي شهد تطورًا كبيرًا في العقود اللاحقة.

## التاريخ

### من ما قبل الحرب العالمية الأولى إلى فترة الانتداب البريطاني
يمكن تتبع جذور القوات العسكرية الإسرائيلية إلى المنظمات شبه العسكرية اليهودية في الييشوف الجديد، بدءًا من الهجرة اليهودية الثانية (1904-1914) وفيلق البغال الصهيوني والفيلق اليهودي خلال الحرب العالمية الأولى، وكلاهما كان جزءًا من الجيش البريطاني. بعد أعمال الشغب في فلسطين 1920 في أبريل 1920، رأت قيادة الييشوف الحاجة إلى إنشاء منظمة سرية على نطاق وطني، فتم تأسيس الهاغاناه وأصبحت قوة دفاعية كاملة بعد الثورة العربية في فلسطين 1936-1939 بهيكل تنظيمي متكامل، يتكون من ثلاث وحدات رئيسية — قوات الميدان، قوات الحراسة، ولاحقًا البلماح. في عام 1942، كان هناك قلق كبير داخل الييشوف بسبب تقدم قوات الجنرال الألماني إرفين رومل شرقًا في شمال إفريقيا باتجاه قناة السويس، مع مخاوف من احتلال فلسطين. أدى هذا الحدث بشكل مباشر إلى تأسيس البلماح بدعم بريطاني، كوحدة نظامية مدربة تدريبًا عاليًا تابعة لـ الهاغاناه (وهي قوات مليشيا مكونة من اليهود ذات أيدولوجيا صهيونية). خلال الحرب العالمية الثانية، كان الفيلق اليهودي بمثابة خليفة للفيلق اليهودي في الحرب العالمية الأولى. لاحقًا، أصبح قدامى المحاربين في الفيلق اليهودي من المشاركين الرئيسيين في الجيش الإسرائيلي عند تأسيس دولة إسرائيل.

### نهاية الانتداب البريطاني/حرب 1948 العربية-الإسرائيلية
تأسست القوات العسكرية الحديثة، الجيش الإسرائيلي، عقب إعلان استقلال إسرائيل، بعد أن أصدر وزير الدفاع ورئيس الوزراء دافيد بن غوريون أمرًا بتأسيسه في 26 مايو 1948. في عام 1946، قرر بن غوريون أن الييشوف سيضطر على الأرجح إلى الدفاع عن نفسه ضد كل من العرب الفلسطينيين والدول العربية المجاورة، وبدأ وفقًا لذلك "حملة سرية واسعة النطاق لشراء الأسلحة من الغرب". بحلول سبتمبر 1947، كانت الهاغاناه تمتلك "10,489 بندقية، 702 رشاش خفيف، 2,666 رشاش آلي، 186 رشاش متوسط، 672 هاون 2 إنش، و92 هاون 3 إنش (76 ملم)"، وتم الحصول على العديد منها خلال الأشهر الأولى من القتال. في البداية، لم يكن لدى الهاغاناه رشاشات ثقيلة، مدفعية، مركبات مدرعة، أسلحة مضادة للدبابات أو مضادة للطائرات، ولا طائرات عسكرية أو دبابات.
في الولايات المتحدة، اشترى عملاء الييشوف ثلاث قاذفات B-17، وعشرات المركبات نصف المجنزرة، التي أعيد طلاؤها وأعيد تعريفها على أنها "معدات زراعية". في أوروبا الغربية، جمعت الهاغاناه أسلحة ومدافع هاون، ولكن الأهم من ذلك حصلت على عشر دبابات خفيفة هوتشكيس H35، وعدد كبير من المركبات نصف المجنزرة. كما حصل الإسرائيليون على دبابتين من طراز كروماويل من متعاونين في مستودع أسلحة في ميناء حيفا، والتي شكلت نواة سلاح المدرعات الإسرائيلي.
في 14 مايو 1948، أعلن دافيد بن غوريون تأسيس دولة يهودية في أرض إسرائيل، تُعرف باسم دولة إسرائيل، قبل ساعات من انتهاء الانتداب عند منتصف الليل، واندلعت المواجهات مع العرب غير النظاميين، بالإضافة إلى القوات النظامية للدول العربية المجاورة، مصر، الأردن (شرق الأردن) وسوريا، لما كان قد توقف للتو عن كونه أرض الانتداب البريطاني. وهاجمت فورًا المستوطنات اليهودية.
ضم سلاح الدروع الإسرائيلي عددًا قليلًا من دبابات شيرمان وكروماويل، بالإضافة إلى عشر دبابات خفيفة من طراز هوتشكيس H39. استخدمت مصر دبابات شيرمان، كروسايدر وماتيلدا، بالإضافة إلى دبابات خفيفة من طراز دبابة خفيفة مارك 6 وM22 لوكست. ربما استخدمت بعض دبابات فالنتاين. أما السوريون، فكانوا يمتلكون دبابات رينو R35 وR39 (نسخة محسنة من R35). فيما استخدم اللبنانيون دبابات رينو FT.[بحاجة لمصدر]

### إنشاء القوات المدرعة الإسرائيلية
أثناء حرب 1948، نظمت إسرائيل جيشها بسرعة حيث هاجمتها الدول العربية المجاورة. تم تشكيل اثني عشر لواء مشاة ولواء مدرع، منها: غولاني، كرميلي، ألكسندروني، كريات، غفعاتي، إتسيوني، اللواء المدرع السابع، واللواء المدرع الثامن. بعض الألوية المدرعة كانت تمتلك دبابات شيرمان ومشاة محمولة، كما احتوت على عنصر مدفعي. كان أحد هذه الألوية، اللواء المدرع السابع، القوة الرئيسية في معارك اللد والرملة.

### أزمة السويس 1956
في الفترة التي سبقت حرب السويس عام 1956، كان الإسرائيليون قلقين بشدة من حصول مصر على كميات كبيرة من الأسلحة السوفيتية، والتي تضمنت 530 مركبة مدرعة، منها 230 دبابة، مما أدى إلى تغيير ميزان القوى المتزعزع بالفعل. بالإضافة إلى ذلك، اعتقدت إسرائيل أن مصر قد شكلت تحالفًا سريًا مع الأردن وسوريا.

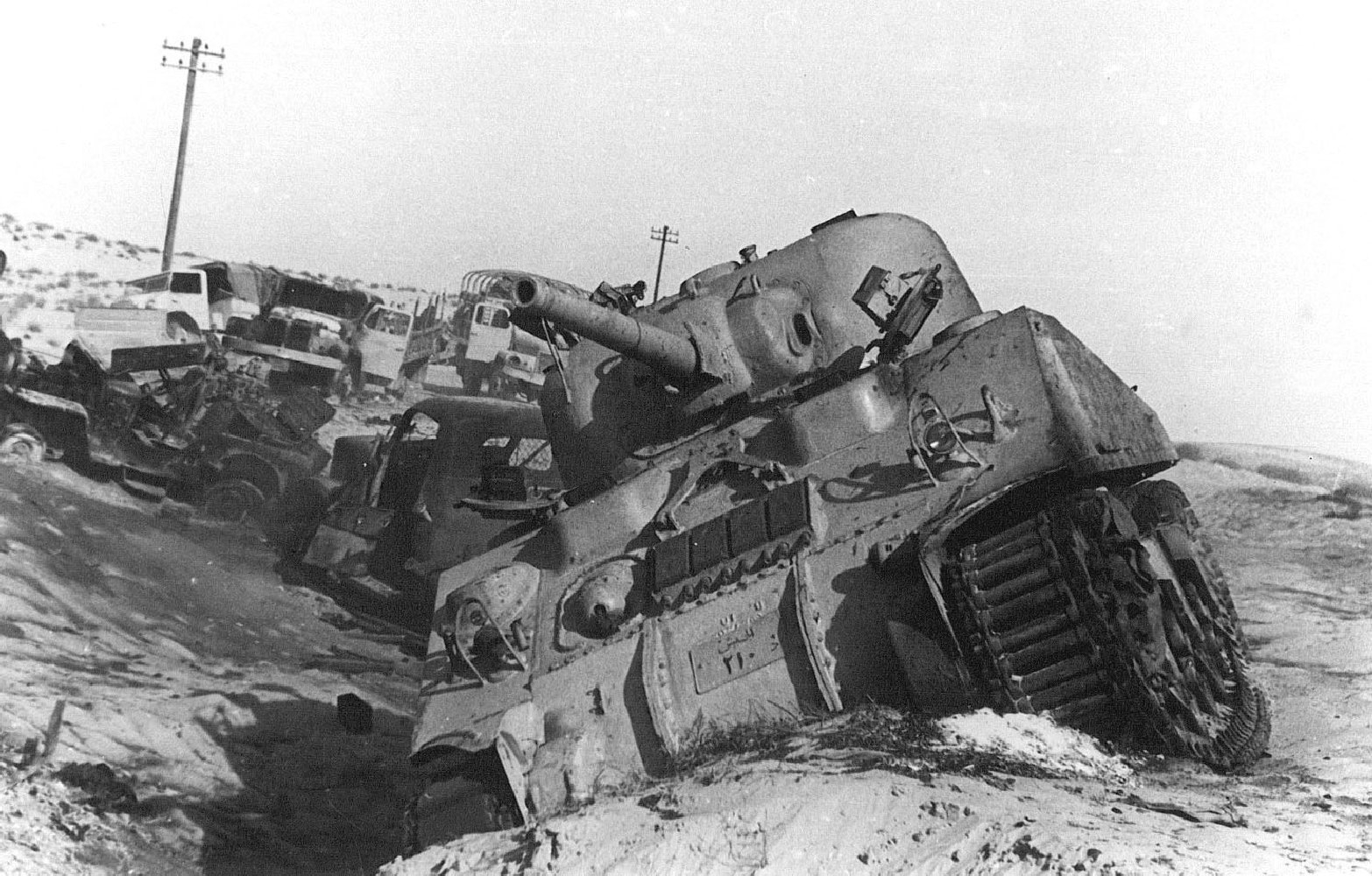
دبابة شيرمان إسرائيلية مدمرة ومركبات، حرب سيناء، 1956

بدعم من بريطانيا وفرنسا، ردت إسرائيل بإرسال قواتها المدرعة إلى شبه جزيرة سيناء وقطاع غزة خلال أزمة السويس 1956، والتي كانت أول اختبار قوة للجيش الإسرائيلي بعد عام 1949، حيث أثبت الجيش الجديد قوته من خلال السيطرة على سيناء من مصر. كانت الدبابة الرئيسية لدى الجيش الإسرائيلي آنذاك هي أيه أم أكس-13 إلى جانب بعض المركبات الأمريكية المدرعة من الحرب العالمية الثانية، وواجهت الجيش المصري المجهز بأسلحة من الاتحاد السوفيتي، مثل تي-34 وJS-3، ومدافع ذاتية الدفع.
كانت مدينة رفح في قطاع غزة ذات أهمية استراتيجية لإسرائيل، لأن السيطرة عليها كانت ستفصل قطاع غزة عن سيناء وتوفر طريقًا إلى المراكز الرئيسية في شمال سيناء، مثل العريش والقنطرة. كان يقود الدفاعات في رفح مزيج من القوات المصرية والفلسطينية ضمن اللواء الخامس مشاة بقيادة العميد جعفر العبد. أما داخل رفح، فقد تمركز اللواء 87 مشاة الفلسطيني.
كُلفت القوات الإسرائيلية بقيادة العقيد بنيامين جيفلي (اللواء الأول مشاة) والعقيد حاييم بار-ليف (اللواء 27 مدرع) بمهمة السيطرة على رفح. كان هناك حقل ألغام رملي إلى الجنوب من رفح، بينما كان الشمال يحتوي على سلسلة من التلال المحصنة.
أمر موشيه دايان القوات الإسرائيلية بالاستيلاء على تقاطع الطرق 12 في منطقة رفح الوسطى، والتركيز على الاختراق بدلاً من تدمير كل نقطة مصرية محصنة. بدأ الهجوم الإسرائيلي بإزالة المهندسين الإسرائيليين للألغام المحيطة برفح خلال الليل. قدمت السفن الحربية الفرنسية بقيادة الطراد جورج ليج دعمًا ناريًا.
عبر الجيش الإسرائيلي الحقول الملغمة ودخل منطقة رفح وسط قصف المدفعية المصرية. استولت القوات الإسرائيلية على تقاطع الطرق 12 بخسائر بلغت قتيلين و22 جريحًا. في الشمال، خاض الجنود الإسرائيليون سلسلة من المعارك الليلية، لكنهم نجحوا في الاستيلاء على مجموعة من التلال بخسائر بلغت ستة قتلى. في صباح 1 نوفمبر، طوقت دبابات أيه أم أكس-13 الإسرائيلية تلال 34 و36 واستولت عليها. في هذه المرحلة، أمر العميد العبد قواته بالتراجع إلى داخل رفح.
بعد السيطرة على الطرق الشمالية والشرقية المؤدية إلى رفح، أمر دايان اللواء 27 مدرع بالتقدم غربًا نحو العريش. في هذه المرحلة، أمر ناصر قواته بالانسحاب نحو قناة السويس، مما جعل التقدم الإسرائيلي عبر شمال سيناء غير مواجه بمقاومة تذكر.
في 29 أكتوبر، بدأت عملية قادش - غزو سيناء، عندما تم إنزال كتيبة مظليين إسرائيلية شرق قناة السويس بالقرب من ممر متلا. في الوقت نفسه، انطلقت لواء المظليين 202 بقيادة العقيد أرييل شارون باتجاه الممر. نجحت جهود دايان في تحقيق عنصر المفاجأة، حيث لم يعطِ القائد المصري عبد الحكيم عامر في البداية أوامر بإنذار عام، مما سمح للإسرائيليين بإحراز تقدم سريع.
لم يكن لدى دايان خطط لمزيد من التقدم بعد الممرات، لكن شارون قرر مهاجمة المواقع المصرية في جبل حيطان. أرسل شارون قواته الخفيفة التسليح ضد مواقع مصرية محصنة بدعم من الدبابات والمدفعية الثقيلة. قرر شارون الهجوم بسبب تقارير عن وصول اللواءين الأول والثاني من الفرقة الرابعة المدرعة المصرية، والتي اعتقد أنها ستدمر قواته إذا لم يستولِ على المرتفعات.
في 30 أكتوبر، تحول هجوم استطلاعي إسرائيلي بقيادة الرائد إسحاق بن-آري إلى هجوم شامل على مرتفعات أم قطف وانتهى بالفشل. إلى الجنوب، اكتشفت وحدة أخرى من اللواء السابع مدرع الإسرائيلي فجوة الدييقا في جبل الحلال. هاجمت القوات الإسرائيلية واستولت على الفجوة، مما مكنها من التقدم إلى أبو عويليح. في 1 نوفمبر، شنت الطائرات الإسرائيلية والفرنسية غارات جوية على القوات المصرية في أم قطف، وأمر القائد المصري بانسحاب عام من المنطقة في المساء.

### حرب الأيام الستة 1967

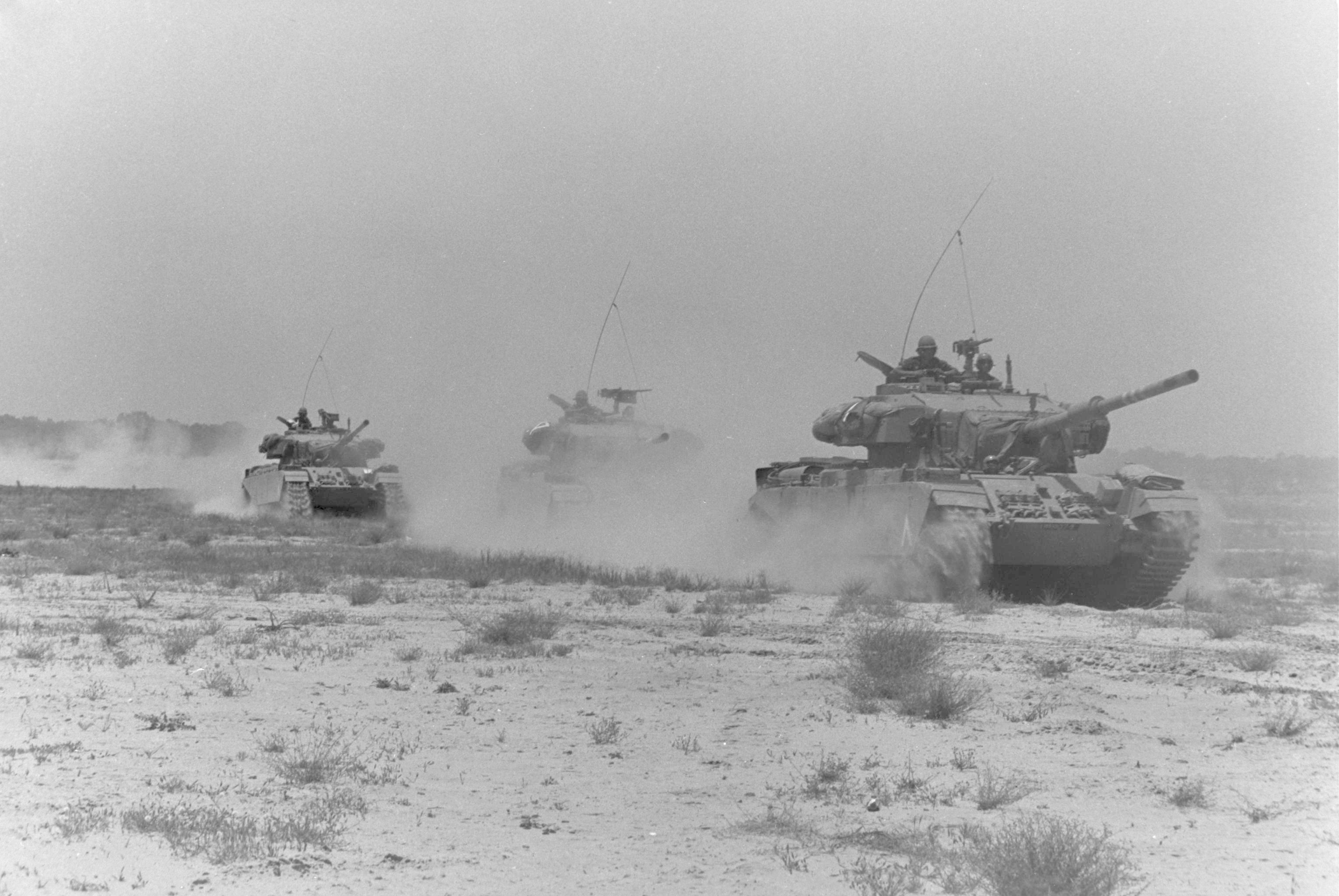
دبابات سينتوريون إسرائيلية قبل حرب الأيام الستة

في حرب الأيام الستة عام 1967، وباستثناء الأردن، اعتمدت الجيوش العربية بشكل أساسي على الدبابات والأسلحة السوفيتية. استخدمت مصر وسوريا والعراق دبابات تي-34/85 وتي-54 وتي-55 وبيه تي-76 ومدافع ذاتية الدفع مثل سو-100 واي سو-152. أما الجيش الأردني، فقد كان مجهزًا بأسلحة أمريكية، واستخدم دبابات ام-47 وام-48 وإم-48 ايه1 باتون. كانت الأسلحة الإسرائيلية في الغالب غربية، وكانت وحداتها المدرعة تعتمد على تصاميم أمريكية وبريطانية.
في أوائل الستينيات، وقعت إسرائيل اتفاقًا مع ألمانيا الغربية لشراء 150 دبابة إم-48 ايه2 باتون، لكن بسبب معارضة شديدة من الدول العربية، تم تسليم 40 دبابة فقط. لاحقًا، قررت الولايات المتحدة تزويد إسرائيل بـ 110 دبابات إم-48 ايه2 باتون إضافية و100 دبابة أخرى. وهكذا، تلقت إسرائيل 90 دبابة إم48 من الولايات المتحدة عام 1965 و120 دبابة إم48 أخرى عام 1966، ليصل عدد دبابات إم48 لدى إسرائيل إلى 250 دبابة، منها 150 من طراز إم48أيه1 و100 من طراز إم48أيه2، جميعها مسلحة بمدفع رئيسي عيار 90 ملم. قامت إسرائيل بترقية هذه الدبابات إلى مستوى إم-48 ايه3 باتون عبر استبدال المحركات وناقلات الحركة، كما تم تزويدها بمدفع L7 عيار 105 ملم ونظام أوردان كابولا الإسرائيلي. كان لدى إسرائيل 293 دبابة سينتوريون جاهزة للعمل مع بداية الحرب.

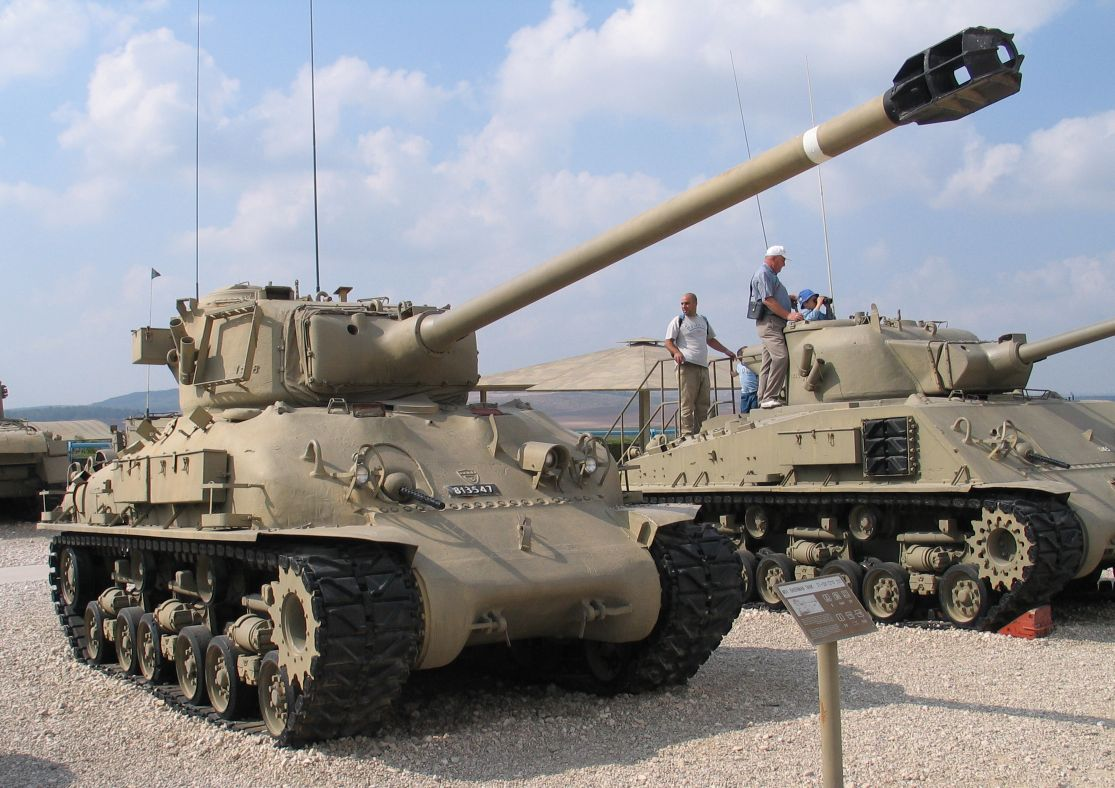
دبابة شيرمان M-51

بحلول حرب الأيام الستة، استخدمت إسرائيل دبابات شيرمان إم-٥٠ وإم-٥١، وباتون إم-٤٨أ٣، وسينتوريون، وإيه إم إكس-١٣. وكانت دبابات شيرمان إم-٥٠ وإم-٥١ تُعرف عالميًا باسم "شيرمان الخارقة"، وهي نسخ معدلة من الدبابة الأمريكية شيرمان إم-٤. خضعت هذه الدبابات لتعديلات جوهرية، شملت تركيب مدفع فرنسي متوسط السرعة بعيار مئة وخمسة مليمترات، وإعادة تصميم البرج، وتوسيع المسارات، وتعزيز الدروع، فضلاً عن تطوير المحرك ونظام التعليق. أما دبابات سينتوريون، فقد تم تحديثها بتزويدها بمدفع "إل-٧" عيار مئة وخمسة مليمترات قبيل الحرب.
خلال حرب الأيام الستة، كانت مئة وعشرون فقط من الدبابات الإسرائيلية من طراز إم-ثمانية وأربعين جاهزة للقتال، من أصل مئتين وخمسين دبابة، وقد شاركت بشكل رئيسي في جبهة سيناء ضد الجيش المصري. خاضت هذه الدبابات معارك ضارية ضد الدبابات المصرية من طراز آي إس-ثلاثة، وتي-أربعة وخمسين، وتي-أربعة وثلاثين، فضلًا عن المدافع ذاتية الحركة إس يو-مئة، وذلك في المعركة الثانية عند أبو عجيلة، حيث حققت نجاحًا ملحوظًا.
أما في الجبهة الأردنية على الضفة الغربية، فقد تعرضت العديد من دبابات إم-ثمانية وأربعين الأردنية للتدمير على يد الدبابات الإسرائيلية من طراز سينتوريون، وكذلك دبابات إم-إحدى وخمسين شيرمان التي جرى تحديثها وتزويدها بمدافع عيار مئة وخمسة مليمترات. وعلى الرغم من التفوق التقني لدبابات باتون، فإن القذائف الحرارية شديدة الانفجار التي استخدمتها الدبابات الإسرائيلية من طراز شيرمان كانت مصممة لاختراق دروع دبابات تي-اثنين وستين السوفيتية، والتي كانت الرد السوفيتي على دبابات إم-ثمانية وأربعين وإم-ستين الأمريكية. كما يعود الفشل الأردني في استخدام دبابات إم-ثمانية وأربعين بفعالية إلى التفوق الجوي الإسرائيلي.
عقب انتهاء الحرب، استولت إسرائيل على نحو مئة دبابة أردنية من طراز إم-ثمانية وأربعين وإم-ثمانية وأربعين-ألف، وقامت بإدخالها إلى الخدمة ضمن وحداتها العسكرية.

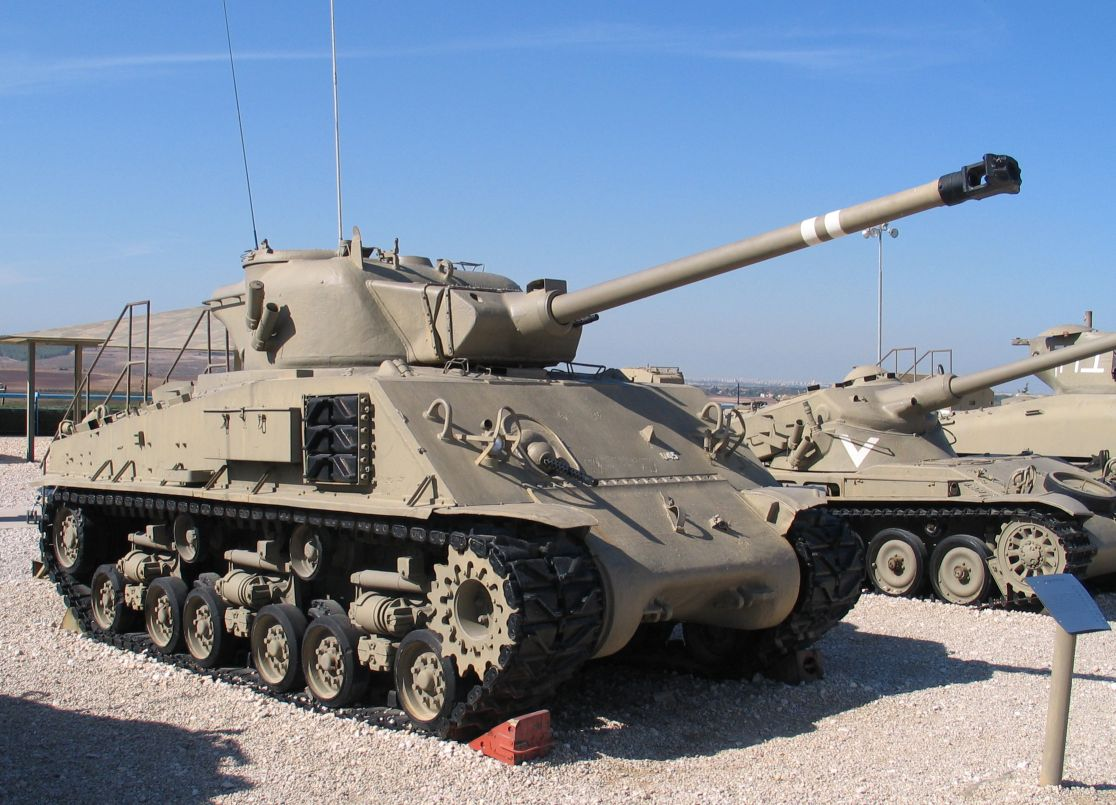
دبابة سوبر شيرمان الإسرائيلية

تكونت القوات المصرية من سبعة فرق: أربع مدرعة، واثنتان مشاة، وواحدة مشاة ميكانيكية. امتلكت مصر حوالي 100,000 جندي و900-950 دبابة في سيناء، مدعومة بـ 1,100 ناقلة جند مدرعة و1,000 قطعة مدفعية. استند هذا التشكيل إلى العقيدة السوفيتية التي تعتمد على الدفاع الديناميكي بوحدات مدرعة متنقلة مع دعم المشاة في المعارك الدفاعية.
ركزت إسرائيل قواتها على الحدود مع مصر، حيث تضمنت ستة ألوية مدرعة، ولواء مشاة، ولواء مشاة ميكانيكي، وثلاثة ألوية مظليين، بإجمالي حوالي 70,000 جندي و700 دبابة، وتم تنظيمهم في ثلاث فرق مدرعة.
اخترقت القوات الإسرائيلية التحصينات المصرية متقدمة بالدبابات في صحراء سيناء. ففي معركة أبو عجيلة، قادت الفرقة المدرعة الثامنة والثلاثون، بقيادة اللواء أريئيل شارون، هجومًا على موقع أم كتف الحصين، حيث كانت تتمركز الفرقة الثانية من المشاة المصرية، مدعومة بفوج مدرع يضم دبابات ومدمرات مدرعة من طراز أربعة وثلاثين – خمسة وثمانين ومدافع ذاتية الدفع مئة. لجأت القوات الإسرائيلية إلى قصف مدفعي مكثف لاختراق التحصينات المصرية، مما أدى إلى تحقيق انتصار لها بعد تدمير أربعين دبابة مصرية، في مقابل فقدان تسع عشرة دبابة إسرائيلية.
في المحور الاوسط، واجهت القوات الإسرائيلية الجيش الأردني الذي كان يضم 11 لواءً بإجمالي 55,000 جندي و300 دبابة غربية حديثة. تحركت القوات الأردنية في الضفة الغربية، لكن القوات الإسرائيلية التي بلغ قوامها 40,000 جندي و200 دبابة صدتها. في الشمال على الجولان، واجهت إسرائيل الجيش السوري الذي بلغ تعداده حوالي 75,000 جندي في تسعة ألوية، مدعومًا بوحدات مدفعية ودروع. استخدمت إسرائيل في القتال لوائين مدرعين (اللواء المدرع الثامن ولواء جولاني) ولوائين إضافيين في الوسط. قاد العقيد ألبرت ماندلر اللواء المدرع الثامن الذي تقدم نحو الجولان تحت قصف مدفعي كثيف. شنت القوات الإسرائيلية هجمات شرسة على المواقع السورية، مما أدى إلى الاستيلاء على قرى محصنة مثل زعورة وقلعة.
أدت الحرب إلى احتلال إسرائيل لشبه جزيرة سيناء وقطاع غزة والضفة الغربية (بما في ذلك القدس الشرقية) ومرتفعات الجولان، مما غير موازين القوى في المنطقة.

### حرب الاستنزاف

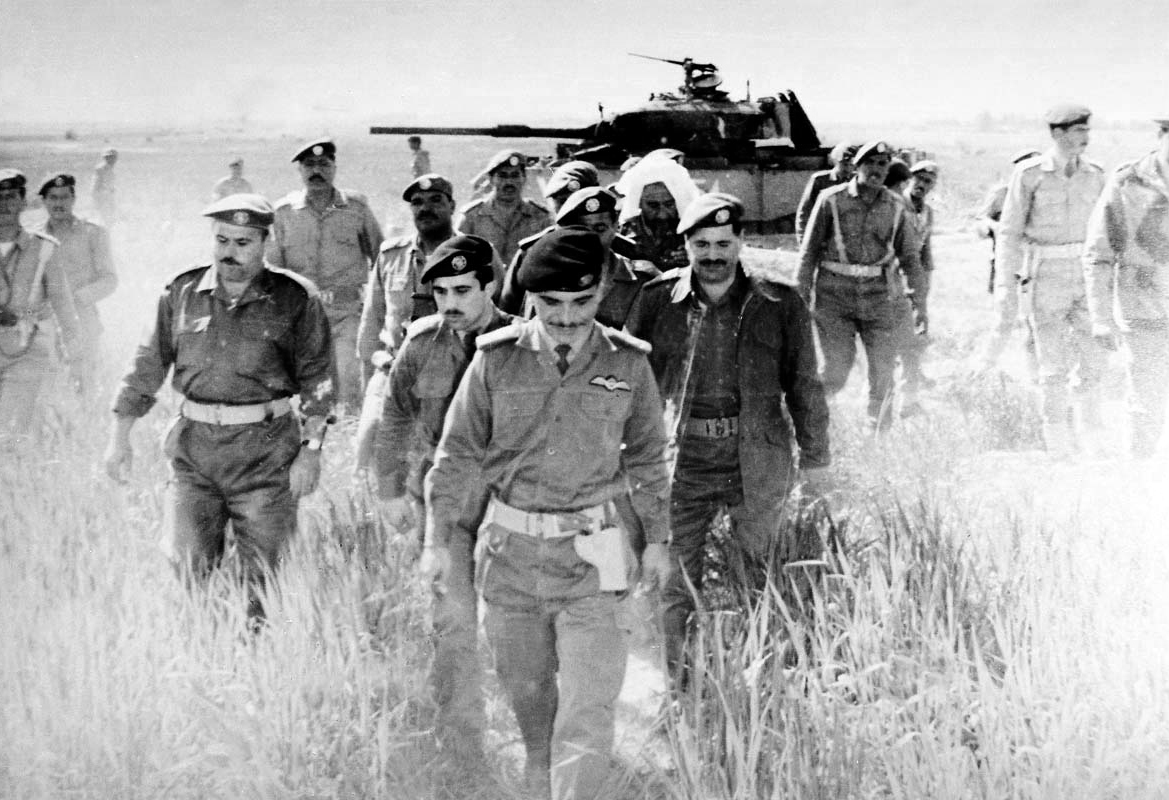
الملك حسين بعد تفقده دبابة إسرائيلية مهجورة بعد الغارة الإسرائيلية على الكرامة

كانت حرب الاستنزاف صراعًا استمر من 1967 إلى 1970 بين إسرائيل ومصر والأردن ومنظمة التحرير الفلسطينية وحلفائهم، بعد حرب الأيام الستة عام 1967، مع دعم من القوات المدرعة كما في الغارة الإسرائيلية على الكرامة، ولكن دون معارك دبابات رئيسية. دفع الرئيس المصري جمال عبد الناصر باتجاه مبادرة عسكرية لإجبار إسرائيل أو المجتمع الدولي على تسهيل انسحاب كامل لإسرائيل من سيناء.
في البداية، اقتصرت المواجهات على قصف مدفعي محدود وغارات صغيرة في سيناء، لكن بحلول عام 1969 بدأت القوات المصرية عمليات أكبر. في 8 مارس 1969، أعلن ناصر رسميًا بدء حرب الاستنزاف، التي تميزت بالقصف المكثف على طول قناة السويس، وحرب جوية واسعة، وعمليات كوماندوز. استمرت المواجهات حتى أغسطس 1970 قبل وفاة ناصر بقليل، وانتهت بوقف إطلاق النار مع بقاء الحدود كما هي دون التزام حقيقي بمفاوضات سلام جادة.

### حرب يوم الغفران
بعد وفاة ناصر، أشار الرئيس المصري أنور السادات إلى أنه مستعد إجراء محادثات دبلوماسية مقابل انسحاب كامل للقوات الإسرائيلية من شبه جزيرة سيناء، ولكن لم يؤد إلى أي نتيجة، فاعتبرت مصر أن الخيار العسكري هو السبيل. اندلعت حرب العاشر من رمضان بين مصر وسوريا ضد إسرائيل في 6 أكتوبر 1973 واستمرت حتى 25 أكتوبر 1973. بدأت الحرب بهجوم مفاجئ من قبل التحالف على إسرائيل في يوم يوم الغفران، أقدس أيام الديانة اليهودية.

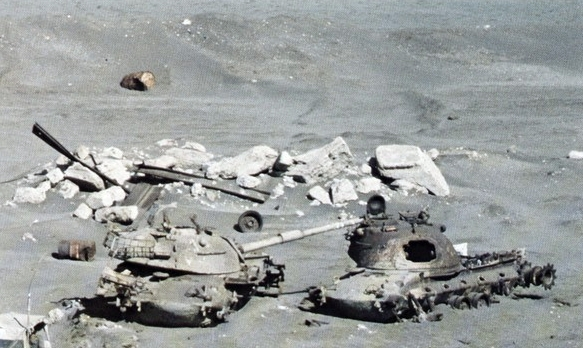
دبابات إم-48 باتون إسرائيلية مدمرة على ضفاف قناة السويس

شنَّ التحالف العربي هجومًا منسقًا على المواقع الإسرائيلية، حيث اجتازت القوات المصرية والسورية خطوط وقف إطلاق النار، متقدمة إلى عمق سيناء ومرتفعات الجولان في عملية عسكرية واسعة النطاق. في جبهة سيناء، قادت القوات المدرعة المصرية عملية العبور الكبرى لقناة السويس، مستخدمة تكتيكات متقدمة لعبت فيها الدبابات المصرية دورًا محوريًا.
نجحت القوات المصرية، المدعومة بغطاء مدفعي كثيف، في اجتياز خط بارليف المنيع، مستعينة بجسور عائمة لتأمين عبور الدبابات، التي شملت طرازات متطورة آنذاك مثل تي-خمسة وخمسين وتي-اثنين وستين، والتي خاضت اشتباكات عنيفة ضد المدرعات الإسرائيلية في عمق سيناء.
توقعت القيادة المصرية هجومًا إسرائيليًا مضادًا سريعًا من ثلاث فرق مدرعة، فجهزت قواتها بكميات ضخمة من الأسلحة المضادة للدروع، بما في ذلك القذائف الصاروخية المحمولة المضادة للدبابات آر بي جي-سبعة والصواريخ الموجهة المضادة للدروع ماليوتكا (ساجر)، التي نصبت لها مواقع متقدمة على امتداد الضفة الشرقية للقناة وفي عمق الجبهة. وبفضل الاستخدام المنسق لهذه الأسلحة، نجحت القوات المصرية في إيقاع خسائر فادحة بالقوات المدرعة الإسرائيلية، حيث تمكنت فرق المشاة المصرية المسلحة بالصواريخ الموجهة من تدمير عشرات الدبابات الإسرائيلية في أولى محاولات العدو لتنفيذ هجوم مضاد.
كانت هذه المواجهات من بين أعنف المعارك المدرعة في تاريخ الحروب العربية-الإسرائيلية، إذ لعبت الدبابات المصرية دورًا بارزًا ليس فقط في التقدم داخل سيناء، بل أيضًا في صد الهجمات المضادة الإسرائيلية التي حاولت اختراق الجبهة المصرية، مما أجبر إسرائيل على إعادة النظر في تكتيكاتها العسكرية وسرَّع من التدخل الدبلوماسي الدولي لإنهاء الحرب.
مع اشتداد معارك الدبابات على الضفة الشرقية لقناة السويس، كانت القوات الإسرائيلية تحاول استعادة زمام المبادرة بعد الخسائر الفادحة التي مُنيت بها في الأيام الأولى للهجوم المصري. ومع بدء تدفق الدبابات الأمريكية من طراز إم-ستون باتون إلى ساحات القتال، وضعت القيادة العسكرية الإسرائيلية خطة مضادة تستند إلى الضربات المركزة والمناورة السريعة، بغية استغلال أي ثغرة تكتيكية في التشكيلات المصرية. قاد الجيش الإسرائيلي هجومًا مدرعًا شرسًا باستخدام الفرقة المدرعة 162، التي ضمّت ثلاثة ألوية مدرعة بإجمالي 183 دبابة، مدعومة بوحدات مشاة ميكانيكية ومدفعية متحركة، بينما تولّت الفرقة المدرعة 143، بقيادة الجنرال أرييل شارون، تنفيذ مناورة التفاف سريعة نحو الجنوب لاستغلال نقاط الضعف في انتشار القوات المصرية. لكن المصريين كانوا قد درسوا بعمق التكتيكات الإسرائيلية واعتمدوا على خطوط دفاع مرنة ومنظومة كمائن مدرعة قادرة على استنزاف القوة الضاربة الإسرائيلية. اعتمدت التكتيكات المصرية على تقسيم الدروع الإسرائيلية إلى مجموعات معزولة، تُستدرج إلى مناطق مفتوحة حيث تواجه وابلًا من الصواريخ المضادة للدبابات وقذائف المدفعية الموجهة. وكانت الكمائن المصرية، المدعومة بوحدات المشاة المزودة بصواريخ ساجر المضادة للدروع، قادرة على تدمير عشرات الدبابات الإسرائيلية في غضون ساعات، مما أجبر الإسرائيليين على إعادة تموضع قواتهم والتراجع عن بعض المحاور القتالية. رغم الضربات المصرية الموجعة، لاحظت إسرائيل وجود فجوة بين الجيشين الثاني والثالث المصريين، وهي نقطة ضعف ناتجة عن طبيعة الانتشار العسكري الدفاعي الذي فرضته خطة العبور. هنا، قرر أرييل شارون تنفيذ مناورة حاسمة عالية المخاطرة، حيث قاد هجومًا مدرعًا ليليًا عبر هذه الفجوة، مخترقًا الدفاعات المصرية بسرعة، ومستغلًا تراجع بعض الوحدات الخلفية لإعادة التزود بالذخيرة والوقود. نفذ الإسرائيليون خطة العبور العكسي إلى الضفة الغربية للقناة، حيث شيدوا رؤوس جسور تحت حماية الدبابات والمدفعية الثقيلة. من هناك، بدأوا في تنفيذ عملية تطويق الجيش الثالث المصري، قاطعين خطوط الإمداد الحيوية له، مما أدى إلى حصار عدد كبير من القوات المصرية، وهو ما مثل تحولًا استراتيجيًا في الحرب.

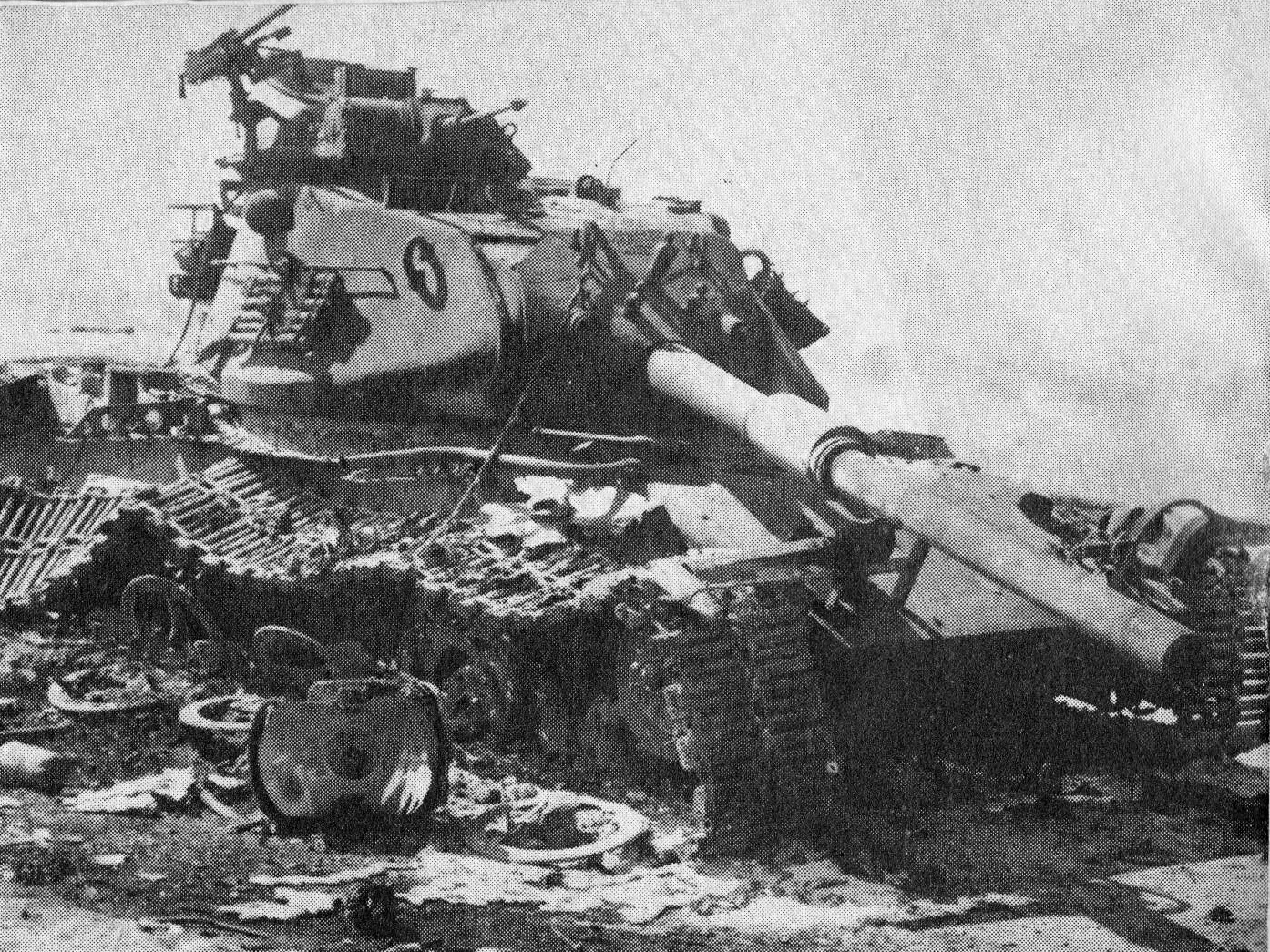
دبابة إسرائيلية إم-60 باتون مدمرة في سيناء

شهدت معركة الجولان خلال حرب 6 اكتوبر-يوم الغفران واحدة من أعنف مواجهات الدبابات في التاريخ الحديث، حيث زجت القوات السورية بحوالي 800 دبابة مدعومة بقصف مدفعي وجوي مكثف، في مواجهة 180 دبابة إسرائيلية منتشرة في مواقع دفاعية محصنة. اعتمد السوريون على تكتيكات الهجوم المتتالي والاقتحام المدرع، بينما لجأت القوات الإسرائيلية إلى كمائن مدرعة ونقاط إطلاق نيران محسوبة لتعويض الفارق العددي. لعبت صواريخ ماليوتكا (ساجر) المضادة للدبابات دورًا بارزًا في استنزاف الدروع الإسرائيلية خلال الهجمات الأولى، بينما اعتمد الإسرائيليون على المدفعية بعيدة المدى والدفاعات الطبيعية لإبطاء التقدم السوري. رغم تحقيق اختراقات مدرعة في بعض المحاور، تمكنت إسرائيل من إعادة تنظيم دفاعاتها وإرسال تعزيزات مدرعة أدت إلى وقف التقدم السوري واستعادة زمام المبادرة.
مع اندلاع القتال في مرتفعات الجولان، وجدت القوات الإسرائيلية المدرعة نفسها في مواجهة ضغط هائل من الهجوم السوري، حيث تعرضت جميع الدبابات الإسرائيلية المنتشرة في المنطقة للقتال منذ اللحظات الأولى. في استجابة سريعة، تم الدفع بالاحتياطيات المدرعة الإسرائيلية إلى الجبهة خلال 15 ساعة فقط، أي بفارق زمني كبير عن التقديرات السورية التي توقعت 24 ساعة على الأقل لوصول التعزيزات. اعتمدت إسرائيل على تكتيكات الدفاع المرن والمناورة السريعة، حيث ركزت على إبطاء تقدم الدروع السورية عبر كمائن مدروسة ونيران مركزة على محاور الاختراق. وبمجرد احتواء الموجة الأولى من الهجوم، شنت هجومًا مضادًا في 8 أكتوبر، مستغلة التضاريس الصعبة وتراجع زخم القوات السورية. لعبت الكثافة النيرانية لدبابات شوت كَال (سينترون) والمدفعية الداعمة دورًا حاسمًا في استنزاف وتدمير الوحدات المدرعة السورية. مع تراجع السوريين تحت الضغط، استمرت إسرائيل في توسيع نطاق هجومها المضاد، مستخدمة تكتيك الاختراق المدرع السريع لاستهداف نقاط التجمع والاتصالات. بحلول 10 أكتوبر، كانت القوات السورية قد انسحبت بالكامل عبر "الخط الأرجواني"، وهو خط وقف إطلاق النار المعتمد قبل الحرب.
فرضت الأمم المتحدة وقف إطلاق النار، الذي تم التفاوض عليه بين الولايات المتحدة والاتحاد السوفيتي، في 22 أكتوبر، لكن القتال استمر حتى 18 يناير 1974.

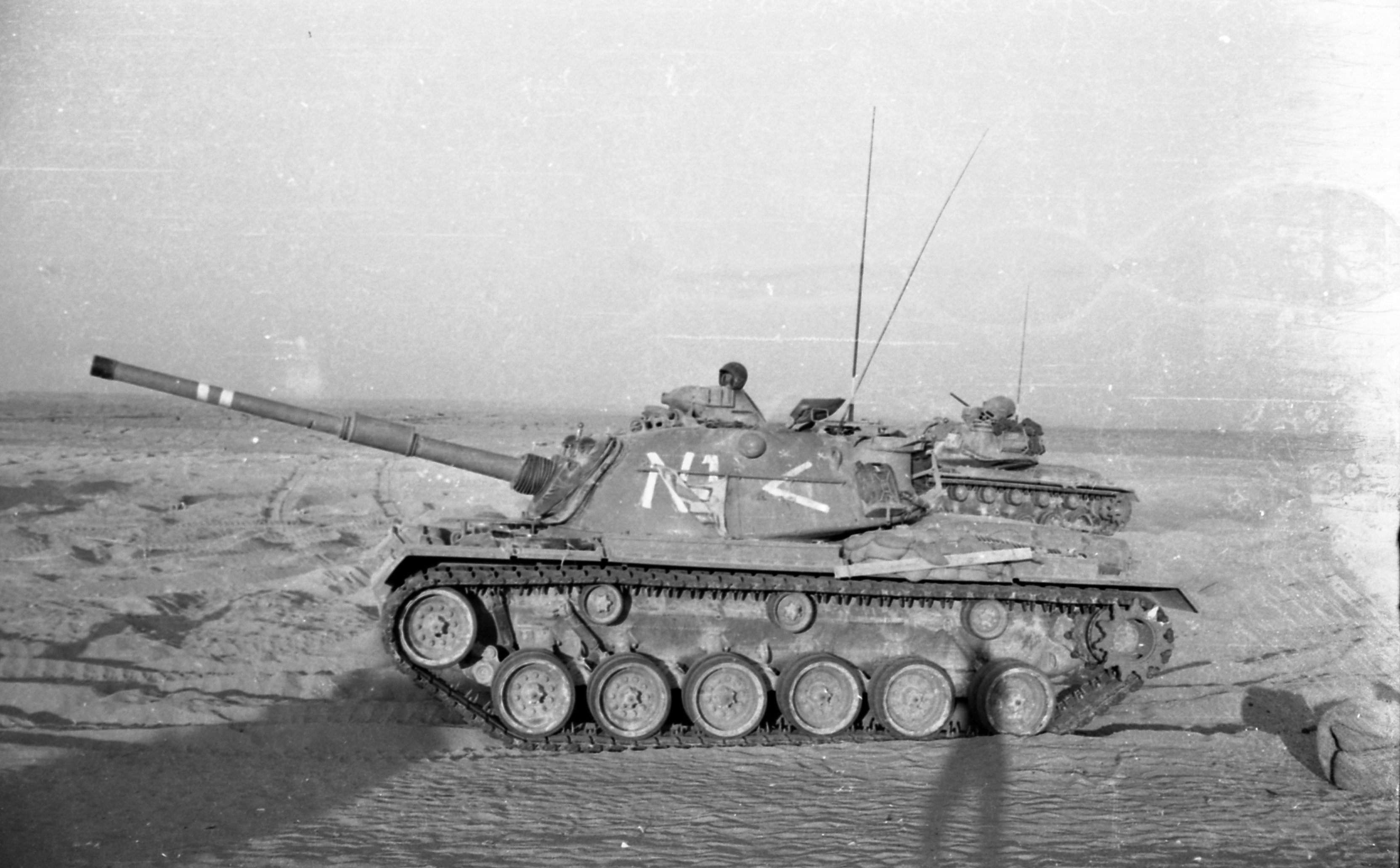
دبابة ماغاش 3 في سيناء، 1969

امتلكت إسرائيل عددًا من دبابات ماغاش، وهي نسخ معدلة من الدبابات الأمريكية إم48 باتون وإم-60 باتون. تعرضت هذه الدبابات لخسائر فادحة، خاصة على الجبهة المصرية بسبب الصواريخ المضادة للدبابات ماليوتكا.
غيرت مفاجأة الحرب وإفرازاتها تكتيكات الجيش الإسرائيلي، مما أدى إلى إعادة هيكلة وحداته المدرعة وزيادة التركيز على التدريب للحروب التقليدية. كما شاركت القوات الإسرائيلية في الحرب الأهلية اللبنانية وعملية الليطاني واجتياح لبنان 1982 لإخراج المنظمات الفلسطينية المسلحة من لبنان.

### حرب إسرائيل وحماس 2023
خلال هجوم حماس على إسرائيل في 7 أكتوبر عام 2023، ادخل اول طاقم دبابات نسائي بالكامل في عمليات قتالية فعلية، حيث خاضت معركة استمرت 17 ساعة تمكنت خلالها من القضاء على أكثر من 50 مقاتلًا من حركة حماس.
وخلال النزاع، أقدمت الدبابات الإسرائيلية عمدًا على دهس عشرات المدنيين الفلسطينيين.

## تطوير الدبابات الإسرائيلية

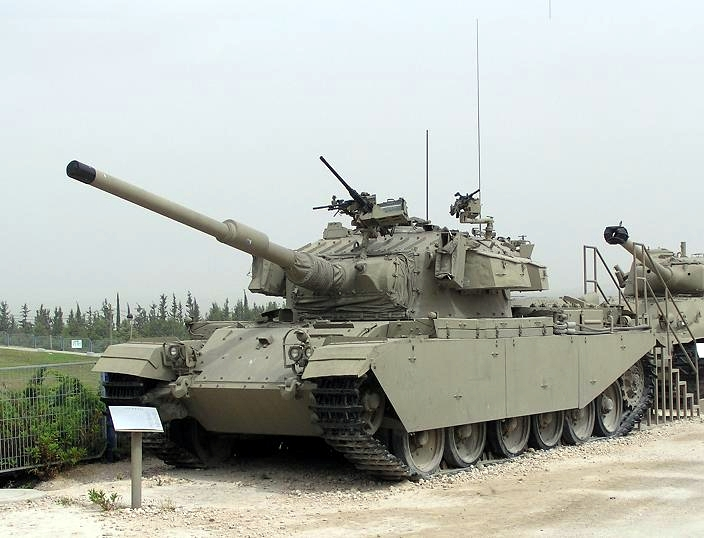
دبابة شوت كَل الإسرائيلية، وهي نسخة مطورة من دبابة سنتوريون. كانت تعتبر في نواحٍ كثيرة متفوقة على الدبابات السوفيتية من طراز T-54/55.

في عام 1965، شرعت القيادة العسكرية الإسرائيلية في تطوير دبابة محلية الصنع، أطلق عليها اسم "سابرا"[هل يوثق بهذا المصدر؟]. في البداية، دخلت إسرائيل في تعاون مع المملكة المتحدة لتطوير نسخة معدلة من دبابة تشيفتن البريطانية، التي دخلت الخدمة في الجيش البريطاني عام 1966. إلا أن المملكة المتحدة قررت عام 1969 الامتناع عن بيع الدبابة لإسرائيل لأسباب سياسية.
إثر هذا القرار، أعاد الجنرال إسرائيل طال، الذي كان حينها قائدًا لأحد الألوية المدرعة، إحياء مشروع تطوير دبابة إسرائيلية مستقلة، مستفيدًا من الدروس المستخلصة من حرب يوم الغفران عام 1973، حيث واجهت إسرائيل تفوقًا عدديًا كبيرًا من الجيوش العربية.
بحلول عام 1974، اكتملت التصاميم الأولية وتم بناء نماذج تجريبية. وبعد سلسلة من الاختبارات، بدأ العمل على إعادة تجهيز منشآت التصنيع في تل هشومير لإنتاج الدبابة على نطاق واسع. وبمجرد اكتمال المرافق، تم الإعلان عن دبابة مركافا للعالم من خلال مجلة International Defense Review، ثم نشرت الصور الرسمية الأولى للدبابة في العدد الصادر عن مجلة Armed Forces Journal في 14 مايو 1977. وفي ديسمبر 1978، تبنى الجيش الإسرائيلي رسميًا الدبابة، وبدأ تسليم أول دفعة من دبابات مركافا في أبريل 1979، بعد قرابة تسع سنوات من اتخاذ قرار إنتاجها. ومنذ ذلك الحين، أصبحت سلسلة مركافا [متى؟] العمود الفقري للقوات المدرعة الإسرائيلية.[بحاجة لمصدر]
إلى جانب إنتاجها المحلي، عملت إسرائيل على تحديث العديد من الدبابات التي حصلت عليها من الخارج وإعادة تسميتها. فقد اشترت دبابات سنتوريون البريطانية في أواخر الستينيات، وأطلقت عليها اسم "شوت" ("السوط")، وخضعت لتحسينات جوهرية. وعند اندلاع حرب الأيام الستة عام 1967، كان الجيش الإسرائيلي يمتلك 293 دبابة سنتوريون جاهزة للقتال من أصل 385 دبابة، وتمكنت إسرائيل من الاستيلاء على 30 دبابة إضافية من الجيش الأردني.
كانت النسخ الأصلية من دبابات سنتوريون مزودة بمدفع عيار 20 باوندر، لكنها سرعان ما خضعت للتحديث عبر تزويدها بمدفع بريطاني عيار 105 ملم. خضعت هذه الدبابات لسلسلة من التعديلات الكبرى، وصولًا إلى نسخة "شوت" المدرعة، المزودة بدروع تفاعلية Blazer التي ظهرت لأول مرة في غزو لبنان 1982، قبل أن تُسحب تدريجيًا من الخدمة خلال تسعينيات القرن العشرين.
أبرز التحسينات شملت استبدال المحرك الأصلي بآخر يعمل بالديزل، وتحديث أنظمة الرؤية، وتعزيز التدريع، فضلًا عن تحسين أنظمة مكافحة الحرائق والاتصالات اللاسلكية.[بحاجة لمصدر]
اكتسبت دبابة "شوت" سمعة مرموقة خلال معركة وادي الدموع في مرتفعات الجولان إبان حرب يوم الغفران عام 1973، حيث تمكنت أقل من 100 دبابة إسرائيلية من التصدي لهجوم كاسح شنّته 500 دبابة سورية من طرازي T-55 وT-62، وتمكنت من تدمير أكثر من 60 دبابة خلال مواجهة استمرت 30 ساعة.

## واردات إسرائيل العسكرية من المعدات والدبابات الأجنبية

### فرنسا

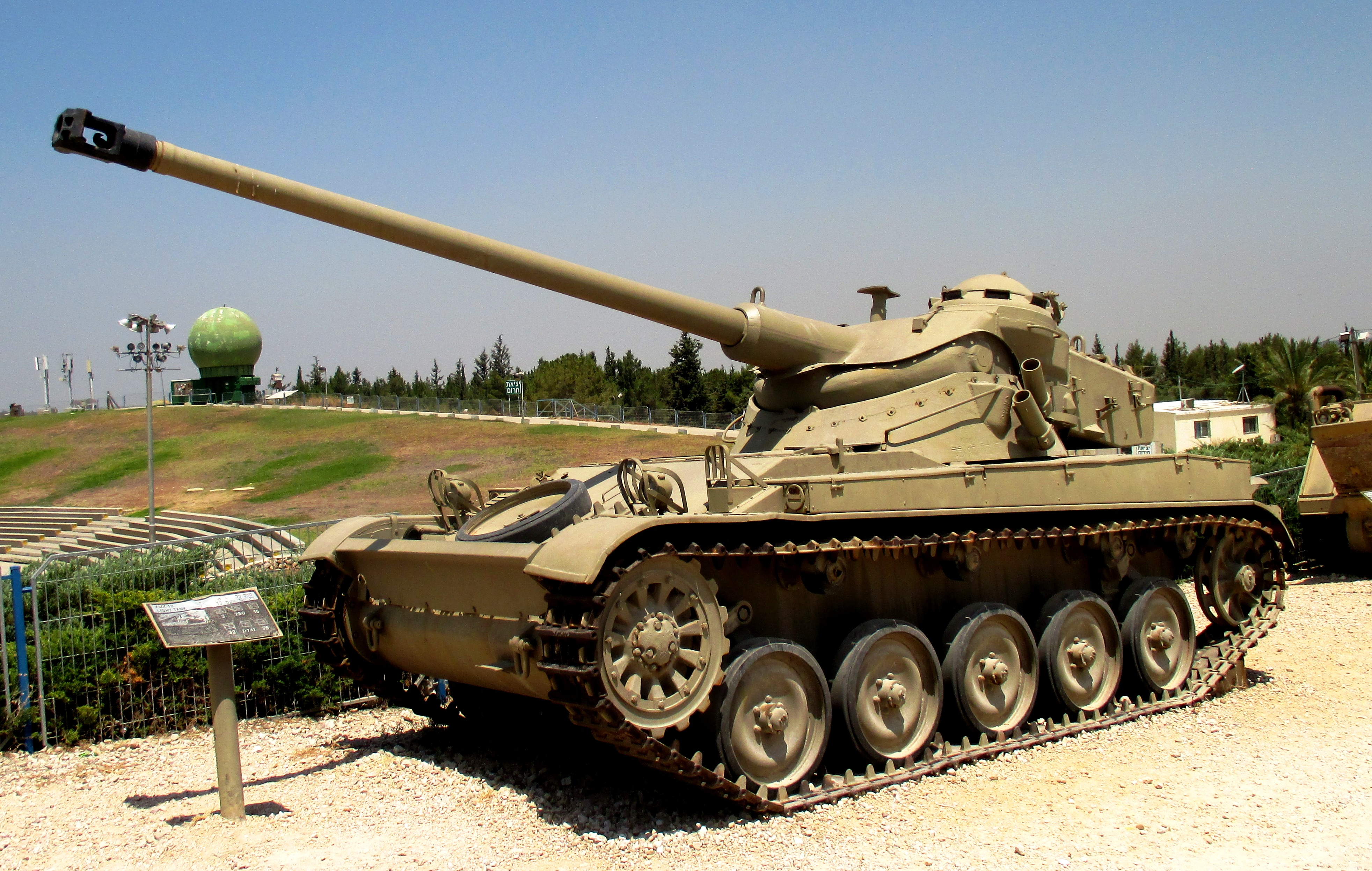
دبابة AMX-13 إسرائيلية خارج الخدمة في متحف اللطرون

منذ 14 مايو 1948 (5 أيار 5708)، نشأت علاقات عسكرية وتجارية وسياسية وثيقة بين فرنسا وإسرائيل استمرت حتى عام 1969. في عام 1953، زارت بعثة إسرائيلية فرنسا لدراسة دبابة أيه أم أكس-13 الخفيفة، والتي كانت مزودة بمدفع عيار 75 ملم CN 75-50، المشتق من المدفع الألماني 7.5 سم KwK 42 L/70 المستخدم في دبابة بانثر النازية. ورغم أن المدفع كان فعالًا، فإن الدبابة الفرنسية كانت تفتقر إلى التدريع الكافي. ومع ذلك، اشترت إسرائيل عددًا من دبابات AMX-13، لكنها قررت بالتوازي تعديل مدفع AMX-13 وتركيبه على هيكل الدبابة الأمريكية M4 شيرمان، الذي كان مألوفًا وأفضل تدريعًا، ليصبح الدبابة القياسية للوحدات المدرعة الإسرائيلية في أوائل الخمسينيات.
بلغ التعاون العسكري بين فرنسا وإسرائيل ذروته بين عامي 1956 و1966. خلال هذه الفترة، زودت فرنسا إسرائيل بجميع دباباتها تقريبًا، إلى جانب الطائرات والسفن العسكرية. ولكن في عام 1969، فرض الرئيس الفرنسي شارل ديغول قيودًا على تصدير الأسلحة إلى إسرائيل، منهياً بذلك "العصر الذهبي" للعلاقات التي استمرت 20 عامًا بين البلدين.

### ألمانيا
تستخدم دبابة مركافا الإسرائيلية محرك V12 ألماني الصنع يتم إنتاجه بموجب ترخيص.

### المملكة المتحدة

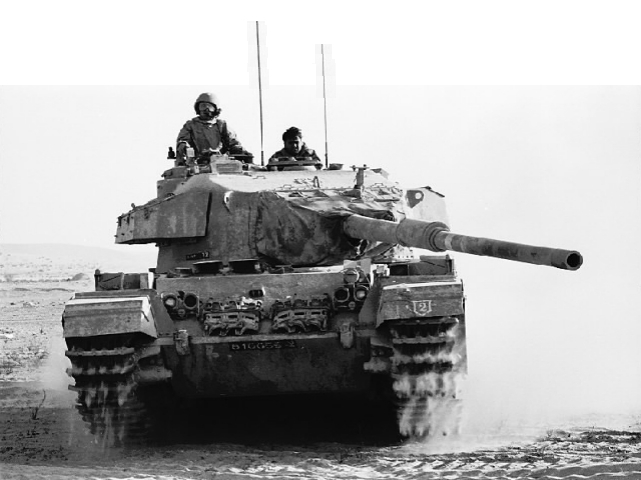
دبابة سنتوريون إسرائيلية في سيناء

بعد انسحاب البريطانيين من فلسطين، تركوا خلفهم بعض المعدات، بما في ذلك مركبات حاملة برن المدرعة. عادةً ما كانت هذه المركبات تُستخدم لنقل الأفراد والمعدات، وخاصة الأسلحة الثقيلة، أو كمنصات لرشاشات ثقيلة، وهي من بين أكثر المركبات القتالية المدرعة إنتاجًا في التاريخ.[بحاجة لمصدر]
كانت دبابة القتال الرئيسية البريطانية سنتوريون ناجحة تجاريًا وعسكريًا، بل وكانت من بين الدبابات القليلة التي واجهت نفسها في الحروب. فقد اشترت مصر، العراق، وإسرائيل دبابات سنتوريون واستخدموها ضد بعضهم البعض خلال حربي 1967 و1973. يعتقد البعض أن تفوق دبابات سنتوريون الإسرائيلية على دبابات T-55 وT-62 العربية يعود إلى جودة أنظمة التصويب فيها، في حين أن الدبابات العربية كانت إصدارات منخفضة المستوى من التصميم الأصلي، إذ كان تدريع الدبابات السوفيتية الأصلية 200 ملم، بينما كانت الدبابات المصدرة للعرب مزودة بتدريع أمامي لا يتجاوز 120 ملم، مع حماية جانبية وخلفية ضعيفة.[بحاجة لمصدر]

### الولايات المتحدة
عملية نيكل غراس كانت عملية جوية استراتيجية قامت بها الولايات المتحدة لتزويد إسرائيل بالأسلحة والمعدات العسكرية خلال حرب يوم الغفران عام 1973. على مدى 32 يومًا، قامت قيادة النقل الجوي العسكري التابعة للقوات الجوية الأمريكية بشحن 22,325 طنًا من الدبابات والمدفعية والذخيرة والمعدات باستخدام طائرات النقل C-141 ستارليفر وC-5 غالاكسي بين 14 أكتوبر و14 نوفمبر 1973. ساعد الدعم الأمريكي في ضمان بقاء إسرائيل خلال الهجوم المفاجئ والمنسق الذي شنته جمهورية مصر العربية والجمهورية العربية السورية.
اعتبارًا من 2010، احتفظت الولايات المتحدة بمخزنين عسكريين سريين مسبقي التمركز في إسرائيل، بقيمة تقديرية تبلغ 493 مليون دولار أمريكي.
منذ عام 1976، كانت إسرائيل أكبر متلقٍ سنوي للمساعدات العسكرية الأمريكية. في عام 2009، تلقت إسرائيل 2.55 مليار دولار من منح التمويل العسكري الأجنبي (FMF) من وزارة الدفاع الأمريكية. وكان 74% من هذه المساعدات مخصصة لشراء معدات عسكرية أمريكية الصنع فقط.

## نظرة عامة على الدبابات حسب النوع
(تم إدراج الدبابات التي تم استخدامها أو إنتاجها بأعداد كبيرة فقط.)

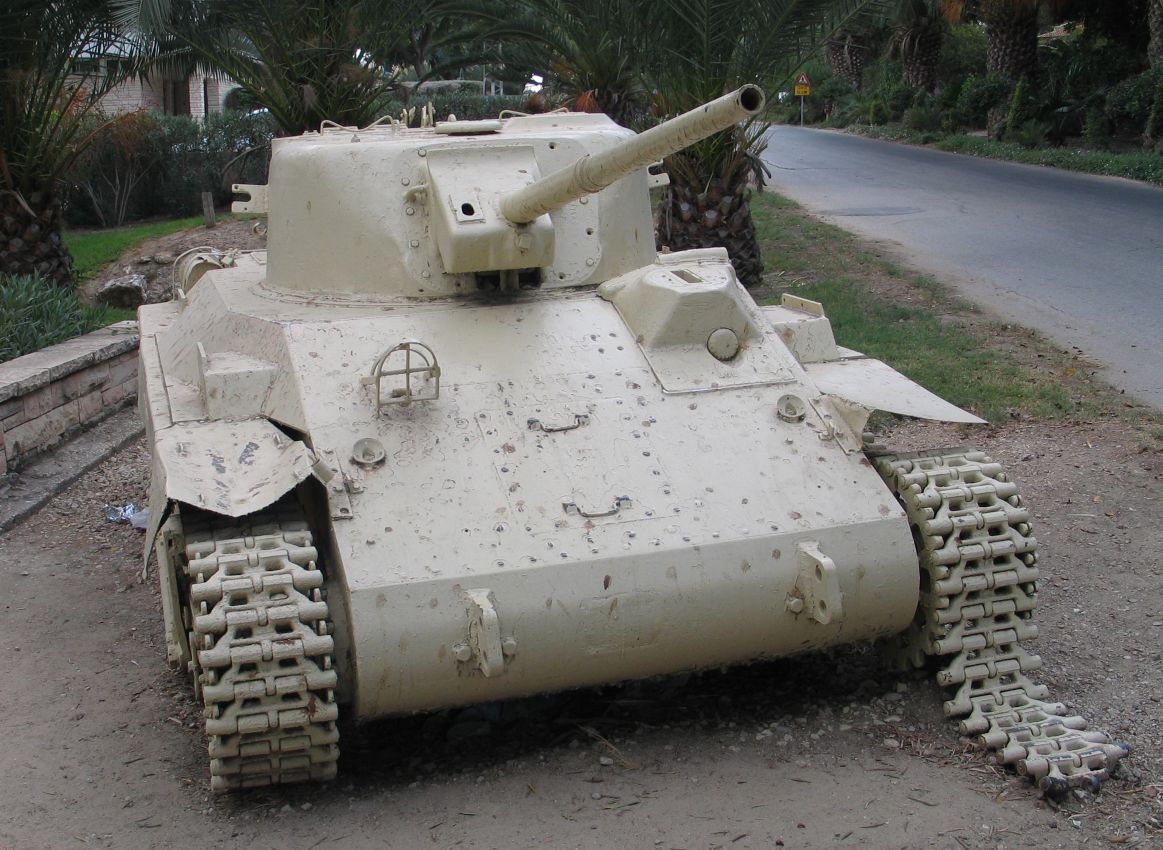
دبابة M22 لوكست الإسرائيلية في نجبا

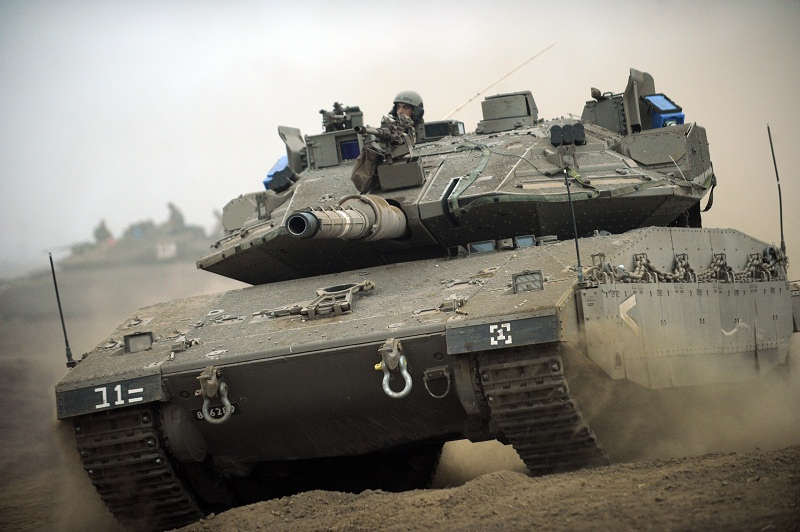
مركافا-4 خلال تدريب ميداني في هضبة الجولان للواء المدرع 401

- M22 لوكست – دبابة خفيفة محمولة جواً مصممة في الولايات المتحدة.
- M4 شيرمان – (دبابة متوسطة).

### سنتوريون (Centurion)
- دبابة سنتوريون (A41) – تعد هذه الدبابة البريطانية من أفضل دبابات القتال الرئيسية في حقبة ما بعد الحرب العالمية الثانية، حيث جمعت بين التدريع القوي، والمدفعية الدقيقة، والقدرة العالية على المناورة. أدركت إسرائيل إمكانياتها التكتيكية فبادرت إلى شرائها في أواخر الخمسينيات، ومنحتها اسم "شوت" (السوط) دلالة على سرعتها في المناورة ودقتها في الاشتباك. ومع مرور الوقت، حرصت القوات الإسرائيلية على تعزيز تفوقها، فتم ترقية مدفعها إلى 105 ملم L7 في أواخر الستينيات، مما زاد من قدرتها على الاشتباك مع دبابات العدو على مسافات أبعد وبدقة أعلى. لم تتوقف التحديثات عند التسليح، بل شملت أيضًا استبدال محركاتها الأصلية بمحركات ديزل أمريكية قوية من طراز Continental اعتبارًا من عام 1970، مما زاد من كفاءتها التشغيلية وأطلق على النسخة المحدثة اسم "شوت كال". برزت هذه الدبابة بشكل استثنائي في حربي 1967 و1973، حيث لعبت دورًا محوريًا في الدفاع عن مرتفعات الجولان، ما أكسبها لقب "الدبابة التي أنقذت إسرائيل" نظرًا لصمودها أمام موجات الدبابات السورية المتقدمة، والتي تفوقت عليها عدديًا. ومع تطور أساليب القتال، تمت إضافة دروع تفاعلية "Blazer" بعد حرب 1973، مما عزز حمايتها من القذائف الموجهة المضادة للدروع، حيث أصبحت أكثر قدرة على الصمود أمام الضربات المباشرة. ولم تقتصر إسرائيل على استخدامها كدبابة قتالية فقط، بل حولت العديد منها إلى مركبات هندسية ثقيلة مثل "Puma"، وناقلات جند مدرعة مثل "Nagmashot"، و"Nagmachon"، و"Nakpadon"، مما يدل على المرونة التكتيكية العالية والذكاء العملياتي في استغلال المنصات القتالية لتحقيق أقصى استفادة ممكنة في ساحة المعركة. هوتشكيس 35 / 39
  - هوتشكيس 35 – دبابة فرنسية خفيفة صُممت لدعم المشاة.
  - هوتشكيس 39 – نسخة مطورة من الدبابة هوتشكيس 35، زُوّدت بمحرك أقوى وتسليح مُحسن. مغاح
  - مغاح – سلسلة من الدبابات الإسرائيلية المبنية على الدبابات الأمريكية إم 48 وإم 60.
    - الطرازات مغاح 1، 2، 3، 5 مبنية على إم 48.
    - الطرازات مغاح 6، 7 مبنية على إم 60. إيه إم إكس 13

  - إيه إم إكس 13 – دبابة خفيفة فرنسية صُممت بعد الحرب العالمية الثانية، واستخدمها الجيش الإسرائيلي في مهام الدعم المدرع والمناورة السريعة. إم 48 وإم 60 باتون
  - إم 48 – دبابة قتال رئيسية من الجيل الأول، زودت بها الولايات المتحدة إسرائيل، وشاركت في عدة حروب.
  - إم 60 – دبابة قتال رئيسية متطورة استخدمتها عدة دول، بما في ذلك إسرائيل، وكان لها دور بارز في حرب يوم الغفران. مركافا
  - مركافا – دبابة القتال الرئيسية للجيش الإسرائيلي، بدأ تطويرها عام 1973 ودخلت الخدمة الفعلية عام 1979. تم تطوير أربعة أجيال رئيسية منها، وكانت أولى مشاركاتها الكبرى في حرب لبنان عام 1982. اشتُق اسمها من مشروع التطوير الأولي في الجيش الإسرائيلي. شوت
  - شوت – الاسم الذي أطلقته إسرائيل على الدبابة البريطانية سنتوريون بعد تزويدها بمدفع 105 ملم من طراز إل 7. دخلت الخدمة عام 1970، وبحلول عام 1974، كانت جميع دبابات سنتوريون الإسرائيلية قد خضعت للترقية إلى الطراز شوت كال. أنواع شوت:
  - شوت ميتور – دبابات سنتوريون بمحرك رولز رويس ميتور الأصلي.
  - شوت كال ألف / بيت / جيميل / داليت – دبابات سنتوريون مزودة بمحرك ديزل كونتيننتال ونظام نقل حركة أليسون.
    - تمت ترقية المدفع إلى 105 ملم إل 7، وزُودت بأنظمة متقدمة لتدوير البرج وتثبيت المدفع، مع أنظمة تحكم نيراني متطورة، وتحضير لإضافة دروع تفاعلية بلايزر.

## سلاح المدرعات الإسرائيلي
سلاح المدرعات هو الذراع الرئيسية للمناورات في الجيش الإسرائيلي، ويعتمد بشكل أساسي على دبابات القتال الرئيسية.
- سلاح المدرعات الإسرائيلي
  - اللواء المدرع السابع – "ساعر"
  - اللواء المدرع 188 – "باراك"
  - اللواء المدرع 401 – "آثار الحديد"
  - اللواء المدرع 460 – "أبناء النور"